# 桜晴 (優里の曲)
「桜晴 」 (さくらばれ) は、日本のシンガーソングライター・優里の楽曲。メジャー4作目の配信限定シングルとして2021年2月19日にリリースされた。

## 概要
「桜晴」は、ファンから届いたメールをきっかけに制作された優里初の卒業ソング。「父」「母」「友」への感謝の想いを胸に、旅立ちと出会いの岐路に立つ主人公の情景が浮かぶ歌詞と、ピアノとストリングスと優里の切なくエモーショナルな歌声が極まった万感の一曲である。

## 収録曲
1. 桜晴
  - 作詞・作曲：優里